# Victoria, Britanska Kolumbija
Victoria je glavno mesto kanadske province Britanska Kolumbija. Leži na južni konici Vancouvrovega otoka ob severni pacifiški obali, čisto na jugozahodu države. Samo mesto ima 80.032 prebivalca, širše metropolitansko območje pa je s 344.615 prebivalci 15. največje v Kanadi.
Je eno najstarejših mest na severozahodnem delu Severne Amerike, saj so se prvi britanski naseljenci tu ustalili že leta 1843. Poimenovano je po Viktoriji Britanski, tedanji kraljici Združenega kraljestva, kot del kolonije Britanska Severna Amerika.